# Eugenio Testa
Eugenio Testa, nome completo Eugenio Valentino Mario Ernesto Testa (Torino, 6 ottobre 1892 – Torino, 11 ottobre 1957), è stato un attore, regista e produttore cinematografico italiano.

## Biografia
Figlio dell'attore Dante, calcò le scene accanto al padre, fin dalla tenera età. Fu prevalentemente attore teatrale in dialetto piemontese e capocomico, e nel 1919, assieme allo scrittore-caricaturista Giovanni Manca diede vita alla Compagnia Italiana di Rivista Satirica, a cui collaborarono i parolieri Ripp e Bel Ami, che ebbe molta fortuna. 
Testa fu anche attore e regista cinematografico a partire dal 1913, quando esordì nel film Il cuore non invecchia prodotto dall'Itala Film. Lavorò anche presso altre case cinematografiche, come l'Ambrosio Film e la Genova Film. Proprio a Genova, Testa fondò nel 1914 una propria casa cinematografica denominata Eugenio Testa & C., che ebbe vita breve.
Nel 1920 fu alla regia de Il mostro di Frankenstein, primo film horror della storia del cinema italiano. Dopo la parentesi cinematografica, tornò al teatro e nel 1931 fondò una compagnia di teatro dialettale con Mario Casaleggio.
Nel 1940 si trasferì in Spagna, e a Barcellona diresse una grande compagnia di rivista. Nel paese iberico lavorò anche in ambito cinematografico a partire dagli anni cinquanta, e partecipò ad oltre una decina di film.
Tornò a Torino nel 1956, ove si spense l'anno dopo.

## Filmografia

### Regia
- Jack (1913)
- Violenze sociali (1914)
- La rivincita (1914)
- The Opera Singer's Triumph (1914)
- Per la sua felicità (1914)
- Gli uomini neri (1914)
- La complice (1915)
- Il grande veleno (1915)
- Gli avventurieri (1915)
- Il redivivo della rapida (1916)
- Il segreto del vecchio Giosuè (1918)
- Fracassa e l'altro (1919)
- L'avventura di Fracassa (1919)
- Uomini gialli (1920)
- La girandola di fuoco (1920)
- Terra (1920)
- Il consorte schiacciato (1920)
- Il mostro di Frankenstein (1920)

### Attore
- Il cuore non invecchia, regia di Ernesto Vaser (1913)
- Violenze sociali (1914)
- Sucedio en mi aldea (1956)
- Sitiados en la ciudad (1957)
- Yo matè (1956)

### Produttore
- Il battello di sangue o Il cassero insanguinato (1914)